# Võ Lâm Truyền Kỳ

Giao diện trò chơi

Một địa danh trong game Võ Lâm Truyền Kỳ có tên "Hoa Sơn cảnh kỹ trường"

Võ lâm truyền kỳ là một trò chơi nhập vai trực tuyến nhiều người chơi (MMORPG) được Việt hóa từ trò chơi Kiếm hiệp tình duyên Online (chữ Hán: 剑侠情缘; tiếng Anh: SWORDSMAN Online hay Justice Xwar) của công ty Kingsoft (Kim Sơn) từ Trung Quốc và được VNG phân phối tại Việt Nam. Trò chơi cho phép các người chơi đóng vai dựa theo các tiểu thuyết kiếm hiệp của Trung Quốc. Trò chơi này từng gây cơn sốt ở Trung Quốc và được Hiệp hội Phần mềm Trung Quốc trao giải "Trò chơi xuất sắc nhất năm 2003"
Sau khi được Việt hóa giao diện và chuẩn bị các điều kiện cần thiết, trò chơi đã chính thức ra mắt người chơi Việt Nam vào ngày 21 tháng 3 năm 2005. Game đã thu hút được đông đảo người chơi từ rất nhiều ngành nghề: bác sĩ, giáo sư, giáo viên, học sinh, công nhân viên chức, nghệ sĩ nổi tiếng như: Ưng Hoàng Phúc, Tấn Beo, Lam Trường, Xuân Bắc, Ngân Khánh, ....
Từ khi ra mắt năm 2005 đến thời điểm cập nhật 04/2014, VLTK đã có tổng cộng gần 20tr người chơi với 86 server trong một thời điểm
Một trong những hoạt động tầm cỡ, nổi bật nhất của Võ Lâm Truyền Kỳ là Đại hội Võ Lâm với sự tham gia của hơn 40.000 người vào năm 2005 tại nhà thi đấu Quân khu 7.
Ngoài các hoạt động trong game, Võ Lâm Truyền Kỳ còn tổ chức thành công cuộc thi Thập Đại Mỹ Nhân và các mỹ nhân đó hiện đang là những nhân vật nổi tiếng như ca sĩ Bảo Thy, diễn viên Ngân Khánh, ca sĩ Bích Ly, hoa hậu Ngọc Hân...

## Phiên bản

### Tại Việt Nam
Võ Lâm Truyền Kỳ Việt Nam đã trải qua 11 phiên bản. Phiên bản thứ 1 Công Thành Chiến, Phiên bản thứ 2 Sơn Hà Xã Tắc, Phiên bản thứ 3 Tình Nghĩa Giang Hồ, Phiên bản thứ 4 Phong Hỏa Liên Thành, Phiên bản thứ 5 Hùng Bá Thiên Hạ, phiên bản thứ 6 Thất Thành Đại Chiến, Phiên Bản thứ 7 Phong Vân Tái Khởi, Phiên bản thứ 8 Bát Mạch Chân Kinh, Phiên Bản thứ 9 Cửu Niên Trùng Phùng, Phiên bản thứ 10 Nơi Ta Thuộc Về, và trong năm 2015 ra mắt Phiên Bản thứ 11 Tụ Nghĩa Vi Minh.
Ngoài Võ Lâm Truyền Kỳ I với 11 phiên bản trên, Võ Lâm Truyền Kỳ II cũng đã ra mắt vào năm 2007 và Võ Lâm Truyền Kỳ 3D ra mắt vào năm 2013. Trong năm 2014, song song việc nâng cấp lên phiên bản 10 Nơi Ta Thuộc Về, VNG cũng tái phát hành phiên bản Công Thành Chiến -Tình Trong Thiên Hạ, dành cho nhóm người chơi hoài niệm phiên bản cũ.
Tuy nhiên, Võ Lâm Truyền Kỳ I, Võ Lâm Truyền Kỳ II và Võ Lâm Truyền Kỳ 3D là các trò chơi hoàn toàn khác biệt tuy đều được cung cấp bởi VNG.
Năm 2016, phiên bản Mobile của tựa game Swordsman Mobile (JX Mobile) do Seasun Games sản xuất (thuộc Kingsoft) chính thức được phát hành ở Việt Nam với tên gọi "Võ Lâm Truyền Kỳ Mobile" do VNG phát hành, trở thành một trong những tựa game MMORPG hot ở thị trường Việt Nam. Hiện tựa game đã đạt hơn 25 triệu người và hơn 700 máy chủ của tựa game này. Năm 2021, Võ Lâm Truyền Kỳ 1 Mobile chính thức ra mắt. Tựa game được sản xuất bởi Seasun Games (thuộc Kingsoft) và VNG phát hành ở thị trường Việt Nam. Tựa game Võ Lâm Truyền Kỳ 1 Mobile được sản xuất dựa trên engine của tựa game Võ Lâm Truyền Kỳ I phiên bản PC nhằm đem đến cho người chơi những kí ức huyền thoại một thời, nhất là những người chơi lâu năm.
Thông thường các tựa game JX Online và JX Mobile do Seasun Games (thuộc Kingsoft) phát triển khi về Việt Nam thường sẽ do VNG phát hành với tên gọi là "Võ Lâm Truyền Kỳ". Nhưng vào tháng 9 năm 2022, tên thương hiệu này được sử dụng cho phiên bản Việt Nam của tựa game JS3 Mobile [dòng game JS (hay JXSJ) của Seasun Games (thuộc Kingsoft) được biết đến ở Việt Nam bởi VNG phát hành với tên gọi "Kiếm Thế"] do Seasun Games (thuộc Kingsoft) phát triển và VNG phát hành với tên gọi là "Võ Lâm Truyền Kỳ MAX"

### Tại Trung Quốc
Tại Trung Quốc, tựa game Swordsman Online (JX Online) được phát hành bởi nhà phát hành Xoyo (phiên bản PC) và Tencent Games (phiên bản Mobile). Vào năm 2019, Seasun Games (thuộc Kingsoft) đã sản xuất phiên bản HD Remake của tựa game JX3 Online, sử dụng engine tân tiến và DirectX 11, đem đến những trải nghiệm với chất lượng tốt nhất.
Vào tháng 10 năm 2021, JX1 Mobile chính thức phát hành tại Trung Quốc bởi Xoyo, trước đó tựa game này cũng được phát hành tại Việt Nam bởi VNG với tên gọi:"Võ Lâm Truyền Kỳ 1 Mobile" vào đầu năm 2021. Cũng trong năm 2021, Seasun Games (thuộc Kingsoft) chính thức tung ra phiên bản Duyên Khởi của JX3, điểm đặc biệt là tựa game này ngoài phiên bản PC thì phiên bản Mobile cũng được phát hành dưới dạng nền tảng Cloud Gaming, và sắp tới tựa game này sẽ có mặt trên nền tảng Mac OS.

## Thập nhất đại môn phái
Nét đặc sắc của trò chơi phụ thuộc vào yếu tố ngũ hành tương sinh - tương khắc. Thập đại môn phái vì thế được phân chia theo 5 hành: Kim, Mộc, Thủy, Hỏa, Thổ. Năm 2014, VLTK1 được cập nhật phiên bản mới Nơi Ta Thuộc Về, trong phiên bản này xuất hiện thêm 1 môn phái mới, nâng tổng số môn phái thành 11:
Hệ Kim:
- Thiếu Lâm tự - 소림사 (少林寺)
- Thiên Vương bang - 천왕방 (天王幫)
- Dương Môn

Hệ Mộc:
- Ngũ Độc giáo - 오독교
- Đường môn - 당문

Hệ Thủy:
- Nga My - 아미파 (峨嵋派)
- Thúy Yên môn - 취연문 (翠煙)
- Hoa Sơn phái - 화산파 (華山派)

Hệ Hỏa:
- Cái bang - 개방 (丐幫)
- Thiên Nhẫn giáo

Hệ Thổ:
- Côn Lôn phái - 곤륜파 (崑崙派)
- Võ Đang phái - 무당파 (武当派)

## Thiên hạ đệ nhất bang
Thiên Hạ Đệ Nhất Bang là tên một giải đấu nổi tiếng của game Võ Lâm Truyền Kỳ do công ty VNG phát hành. Giải đấu thường được tổ chức định kì 6 tháng một lần với giải thưởng là tiền mặt và những vật phẩm có giá trị trong game. Các máy chủ sẽ chọn ra một bang hội đại diện tham gia vào giải đấu. Hiện tại, Thiên Hạ Đệ Nhất Bang được chia ra làm 3 giải, trong đó bao gồm giải đấu cho phiên bản Mobile của Võ Lâm Truyền Kỳ 1 và 2 giải đấu song song cho 2 phiên bản PC của Võ Lâm Truyền Kỳ là phiên bản thu phí và phiên bản miễn phí.

## Vấn đề bảo hộ quyền sở hữu tài sản ảo
Hiện nay (tính đến ngày trò chơi bắt đầu phát hành đến ngày 16 tháng 7 năm 2006) tại Việt Nam vẫn chưa có một bộ luật nào về việc bảo hộ quyền sở hữu tài sản ảo. Người chơi phải tự giữ lấy tài sản ảo của mình trước khi các hacker xâm nhập tịch thu các tài sản do mình gặt hái đánh đổi bằng thời gian và tiền bạc.
Vì độ hấp dẫn của Võ Lâm Truyền Kỳ, xuất hiện nhiều server lậu cũng có hệ thống nạp thẻ lấy tiền ingame, gọi là lậu vì các server này không được xây dựng bởi VNG.

Biện Kinh thành, nơi các game thoả sức thử tài

## Hạn chế
Chất lượng dịch vụ của trò chơi thường xuyên bị người chơi phàn nàn (do tình trạng quá tải của VNG). Tình trạng quá tải (lag) và rớt mạng xảy ra liên tục. Điều này gây những tổn thất nhất định tới người chơi bởi mỗi lần chết trong trò chơi do trục trặc mạng họ sẽ bị trừ điểm kinh nghiệm, bị mất tiền ảo.

## Ảnh hưởng tiêu cực và giải pháp
Khi trò chơi trực tuyến Võ Lâm Truyền Kỳ nói riêng và game online nói chung trở nên phổ biến và được giới game thủ yêu thích, thì nó cũng kéo theo những sự việc đau lòng cho những game thủ, người thân và toàn xã hội.
Để hạn chế việc chơi game quá độ, Chính phủ Việt Nam đã ra lệnh hạn chế giờ chơi mỗi ngày chỉ được 3 tiếng, nếu quá 3 tiếng chỉ còn nửa điểm kinh nghiệm. Còn nếu chơi quá 5 tiếng sẽ chả được gì. Biện pháp này dùng để hạn chế các game thủ bị nghiện game nặng và giảm tình hình phạm tội xảy ra ở tuổi vị thanh niên do game online. Tuy nhiên theo nhiều ý kiến thì phương pháp này không ảnh hưởng nhiều đến những người bị nghiện game vì họ có thể đổi tài khoản khác chơi nếu chơi quá 5 tiếng, nó chỉ ảnh hưởng tới những người chơi trung bình (chỉ chơi vào ngày nghỉ).

## Võ Lâm Truyền Kỳ cập nhật phiên bản thứ 11
Bước sang năm thứ 11 gắn liền với cộng đồng game thủ Việt Nam, Võ Lâm Truyền Kỳ (VLTK) đã cập nhật phiên bản thứ 11 Tụ Nghĩa Vi Minh với nhiều nội dung phong phú nhằm khẳng định vị trí số một trong lòng game thủ cũng như chứng minh rằng VLTK vẫn đang phát triển mạnh mẽ ở thị trường Việt Nam.